# Campionato mondiale giovanile di scherma 2023
Il Campionato mondiale juniores di scherma del 2023 ("2023 World Juniors Fencing Championships") è stato organizzato dalla Federazione internazionale della scherma e si è svolto a Plovdiv in Bulgaria.
Nel fioretto, si sono aggiudicati i titoli dei campionati mondiali l'italiano Damiano Di Veroli, che ha battuto in finale il cinese Zeng, e la statunitense Rhodes che ha avuto la meglio sulla connazionale Scruggs.
Nella spada l'egiziano Yasseen ha battuto in finale l'elvetico Brochard, ottenendo il titolo mondiale juniores maschile, mentre tra le donne la statunitense Husisian ha superato la polacca Klasic.
Nella sciabola lo statunitense C. Heathcook prevale sul nipponico Kokubo, mentre la statunitense Skarbonkiewicz ha battuto la nipponica Kaneko.
Nei campionati mondiali juniores a squadre maschili, la nazionale statunitense ha prevalso nella finale del fioretto contro l'Italia, mentre la compagine egiziana ha vinto nella spada contro la formazione svizzera, ed infine la nazionale statunitense ha avuto la meglio sulla compagine egiziana nella sciabola.
Nei campionati mondiali juniores a squadre femminili, la nazionale statunitense ha prevalso nella finale del fioretto contro l'Italia, la Polonia ha vinto nella spada contro la formazione statunitense, ed infine la formazione magiara ha avuto la meglio sulla compagine italiana nella sciabola.

## Podi

### Uomini
| Specialità  | Oro                                                                      | Argento                                                              | Bronzo                                                              |
| Individuali |                                                                          |                                                                      |                                                                     |
| Fioretto    | Damiano Di Veroli                                                        | Zhaoran Zeng                                                         | Samarth Kumbla Gergő Szemes                                         |
| Spada       | Mohamed Yasseen                                                          | Théo Brochard                                                        | Samuel Imrek Soma Somod                                             |
| Sciabola    | Colin Heathcock                                                          | Mao Kokubo                                                           | Emanuele Nardella Shido Tsumori                                     |
| A squadre   |                                                                          |                                                                      |                                                                     |
| Fioretto    | Stati Uniti Daniel Zhang Samarth Kumbla Andrew Chen Brandon Li           | Italia Raian Adoul Damiano Di Veroli Giuseppe Franzoni Matteo Morini | Giappone Toi Takahashi Shoei Hashimoto Ryosuke Fukuda Kazuki Iimura |
| Spada       | Egitto Mohamed Elsayed Youssef Shamel Mahmoud Elsayed Mohamed Yasseen    | Svizzera Théo Brochard Sven Vineis Aurèle Favre Alban Aebersold      | Ungheria Mate Csabai Viktor Kulcsar Soma Somody Gergely Kovacs      |
| Sciabola    | Stati Uniti Colin Heathcock Avram Lev Ben William Morrill Walter Ji Cody | Egitto Adham Moataz Zeyad Nofal Ahmed Hesham Yassin Khodir           | Romania Vlad Covaliu Casian Cîdu Mihnea Enache Radu Nițu            |

### Donne
| Specialità  | Oro                                                                    | Argento                                                                    | Bronzo                                                                 |
| Individuali |                                                                        |                                                                            |                                                                        |
| Fioretto    | Zander Rhodes                                                          | Lauren Scruggs                                                             | Aurora Grandis Yunjia Zhang                                            |
| Spada       | Hadley Husisian                                                        | Alicja Klasik                                                              | Anna Maksymenko Nicole Feygin                                          |
| Sciabola    | Magda Skarbonkiewicz                                                   | Yuina Kaneko                                                               | Nisanur Erbil Anna Spiesz                                              |
| A squadre   |                                                                        |                                                                            |                                                                        |
| Fioretto    | Stati Uniti Lauren Scruggs Ryanne Leslie Emily Jing Zander Rhodes      | Italia Giulia Amore Matilde Calvanese Carlotta Ferrari Aurora Grandis      | Cina Ruping Zhang Xinyi Zhuang Mixue Tong Yue Song                     |
| Spada       | Polonia Alicja Klasik Cecylia Cieslik Gloria Klughardt Kinga Zgryzniak | Stati Uniti Tierna Oxenreider Hadley Husisian Faith Park Ketki Ketkar      | Cina Ziyan Shi Yuchen Xie Dong Yang Junyao Tang                        |
| Sciabola    | Ungheria Sugár Katinka Battai Dorottya Csonka Anna Spiesz Kira Keszei  | Italia Carlotta Fusetti Manuela Spica Michela Landi Maria Clementina Polli | Bulgaria Ana Mihailova Kalina Atanasova Emma Neikova Beloslava Ivanova |

## Medagliere
| Pos.   | Nazione     | Oro | Argento | Bronzo | Totale |
| ------ | ----------- | --- | ------- | ------ | ------ |
| 1      | Stati Uniti | 7   | 2       | 2      | 11     |
| 2      | Egitto      | 2   | 1       | 0      | 3      |
| 3      | Italia      | 1   | 3       | 2      | 6      |
| 4      | Polonia     | 1   | 1       | 0      | 2      |
| 5      | Ungheria    | 1   | 0       | 4      | 5      |
| 6      | Giappone    | 0   | 2       | 2      | 4      |
| 7      | Svizzera    | 0   | 2       | 0      | 2      |
| 8      | Cina        | 0   | 1       | 3      | 4      |
| 9      | Israele     | 0   | 0       | 1      | 1      |
| 9      | Romania     | 0   | 0       | 1      | 1      |
| 9      | Ucraina     | 0   | 0       | 1      | 1      |
| 9      | Turchia     | 0   | 0       | 1      | 1      |
| 9      | Bulgaria    | 0   | 0       | 1      | 1      |
| Totale | Totale      | 12  | 12      | 18     | 42     |